# Sevilla Fútbol Club 2010-2011
Questa voce raccoglie le informazioni riguardanti il Sevilla Fútbol Club nelle competizioni ufficiali della stagione 2010-2011.

## Rosa
| N. |                           | Ruolo | Calciatore         |
| -- | ------------------------- | ----- | ------------------ |
| 1  | Spagna (bandiera)         | P     | Andrés Palop       |
| 2  | Argentina (bandiera)      | D     | Federico Fazio     |
| 3  | Serbia (bandiera)         | D     | Ivica Dragutinović |
| 5  | Spagna (bandiera)         | D     | Fernando Navarro   |
| 6  | Costa d'Avorio (bandiera) | C     | Koffi Ndri Romaric |
| 7  | Spagna (bandiera)         | C     | Jesús Navas        |
| 8  | Costa d'Avorio (bandiera) | C     | Didier Zokora      |
| 9  | Argentina (bandiera)      | A     | Diego Perotti      |
| 10 | Brasile (bandiera)        | A     | Luis Fabiano       |
| 11 | Brasile (bandiera)        | C     | Renato             |
| 12 | Mali (bandiera)           | A     | Frédéric Kanouté   |
| 13 | Spagna (bandiera)         | P     | Javi Varas         |

| N. |                      | Ruolo | Calciatore           |
| -- | -------------------- | ----- | -------------------- |
| 14 | Francia (bandiera)   | D     | Julien Escudé        |
| 15 | Spagna (bandiera)    | C     | Alejandro Alfaro     |
| 16 | Spagna (bandiera)    | C     | Diego Capel          |
| 17 | Spagna (bandiera)    | D     | Sergio Sánchez       |
| 18 | Spagna (bandiera)    | A     | Álvaro Negredo       |
| 20 | Francia (bandiera)   | D     | Mouhamadou Dabo      |
| 21 | Argentina (bandiera) | A     | Lautaro Acosta       |
| 22 | Argentina (bandiera) | C     | Aldo Duscher         |
| 23 | Spagna (bandiera)    | D     | Alexis Ruano Delgado |
| 24 | Francia (bandiera)   | C     | Abdoulay Konko       |
| 25 | Italia (bandiera)    | C     | Tiberio Guarente     |